# Cicadomorpha
Cicadomorpha är en infraordning av ordningen Skinnbaggar (Hemiptera) som består av överfamiljerna Cercopoidea, Cicadoidea och Membracoidea. Den innehåller ungefär 35 000 beskrivna arter i världen. Alla arter inom Cicadomorpha är växtätare och många producerar antingen hörbara ljud eller vibrationen i underlaget för kommunikation. De har en världsomspännande utbredning och bland mera välkända grupper återfinns cikador, spottstritar, dvärgstritar, hornstritar och puckelstritar.

## Klassifikation
Vissa författare använder beteckningen Clypeorrhyncha i stället för Cicadomorpha. Nymfer av många Cicadomorpha täcker sig med sekret, så kallat "grodspott", från specialicearde Malpighiska kärl. De är aldrig täckta med hydrofobt vax som hos Fulgoromorpha. De flesta Cicadomorpha har en filterkammare i sin mittarm som bidrar till att avlägsna överskottsvatten från vätskan i xylemet eller floemet som de livnär sig på.